# Старково (Курская область)
Старково — село в Октябрьском районе Курской области России. Административный центр Старковского сельсовета.

## География
Село находится в центральной части Курской области, в пределах Среднерусской возвышенности, в лесостепной зоне, на левом берегу реки Сухая Рогозна (левый приток реки Рогозны), на расстоянии примерно 11 километров (по прямой) к северо-западу от Прямицына, административного центра района. Абсолютная высота — 206 метров над уровнем моря.

### Климат
Климат характеризуется как умеренно континентальный, с тёплым летом и умеренно холодной зимой. Среднегодовая температура воздуха — 5,7 °С. Средняя температура воздуха самого тёплого месяца (июля) — 18,7 °C (абсолютный максимум — 37 °С); самого холодного (января) — −9,3 °C (абсолютный минимум — −38 °С). Безморозный период длится около 152 дней в году. Среднегодовое количество атмосферных осадков составляет 563 мм, из которых большая часть выпадает в тёплый период. Снежный покров держится в течение 110—120 дней.
| Показатель                                                                   | Янв. | Фев. | Март | Апр. | Май  | Июнь | Июль | Авг. | Сен. | Окт. | Нояб. | Дек. | Год  |
| ---------------------------------------------------------------------------- | ---- | ---- | ---- | ---- | ---- | ---- | ---- | ---- | ---- | ---- | ----- | ---- | ---- |
| Средний суточный максимум, °C                                                | −4,3 | −3,3 | 2,5  | 12,8 | 19,2 | 22,4 | 25,1 | 24,4 | 18   | 10,4 | 3,2   | −1,3 | 10,8 |
| Средняя температура, °C                                                      | −6,3 | −5,8 | −1,1 | 8    | 14,5 | 18,2 | 20,8 | 19,8 | 13,8 | 7,1  | 1     | −3,3 | 7,2  |
| Средний суточный минимум, °C                                                 | −8,8 | −8,9 | −5,1 | 2,5  | 8,9  | 12,8 | 15,7 | 14,7 | 9,6  | 3,8  | −1,3  | −5,5 | 3,2  |
| Норма осадков, мм                                                            | 52   | 45   | 48   | 51   | 63   | 72   | 75   | 56   | 59   | 59   | 48    | 49   | 677  |
| Источник: Погода по месяцам c ru.climate-data.org(дата обращения: Март 2022) |      |      |      |      |      |      |      |      |      |      |       |      |      |

### Часовой пояс
Село Старково, как и вся Курская область, находится в часовой зоне МСК (московское время). Смещение применяемого времени относительно UTC составляет +3:00.

## Население
| 2002 | 2010 |
| ---- | ---- |
| 363  | ↘294 |

### Половой состав
По данным Всероссийской переписи населения 2010 года в половой структуре населения мужчины составляли 48 %, женщины — соответственно 52 %.

### Национальный состав
Согласно результатам переписи 2002 года, в национальной структуре населения русские составляли 91 %.

## Инфраструктура
Личное подсобное хозяйство. В селе 119 домов.

## Транспорт
Старково находится в 15,5 км от автодороги федерального значения М2 «Крым» (часть европейского маршрута E 105), в 12 км от автодороги регионального значения 38К-017 (Курск — Льгов — Рыльск — граница с Украиной), при автодорогe межмуниципального значения 38Н-073 (Дьяконово — Старково — Соколовка), в 13,5 км от ближайшей ж/д станции Дьяконово (линия Льгов I — Курск). Остановка общественного транспорта.
В 132 км от аэропорта имени В. Г. Шухова (недалеко от Белгорода).